# Canon EOS 400D
La EOS 400D también conocida como Digital Rebel XTi en EE. UU., o EOS Kiss Digital X en Japón, es una cámara DSLR lanzada al mercado por Canon el 24 de agosto de 2006. Es la sucesora de la Canon EOS 350D. Las novedades que presenta son un CMOS de 10.1 megapixels, un mayor buffer para disparo en ráfagas, un sistema de limpieza de sensor por vibraciones, display LCD de 2.5" de 230,000 píxeles, entre otras. La 400D usa el procesador DIGIC II, al igual que la 350D. A pesar de esto, algunos usuarios han notado problemas de subexposición, a diferencia de la 350D, que tendía a sobreexponer. En muchos casos esto es debido a luz que se filtra desde el visor en ciertas condiciones específicas, lo cual puede ser prevenido cubriendo el mismo. Aunque algunos casos fueron identificados como fallas de calibración con algunas ópticas como el 50mm f2.5 macro y que pudo ser corregido por firmware. La última versión de firmware publicado por Canon para este modelo es la 1.1.1, lanzado en octubre de 2007.

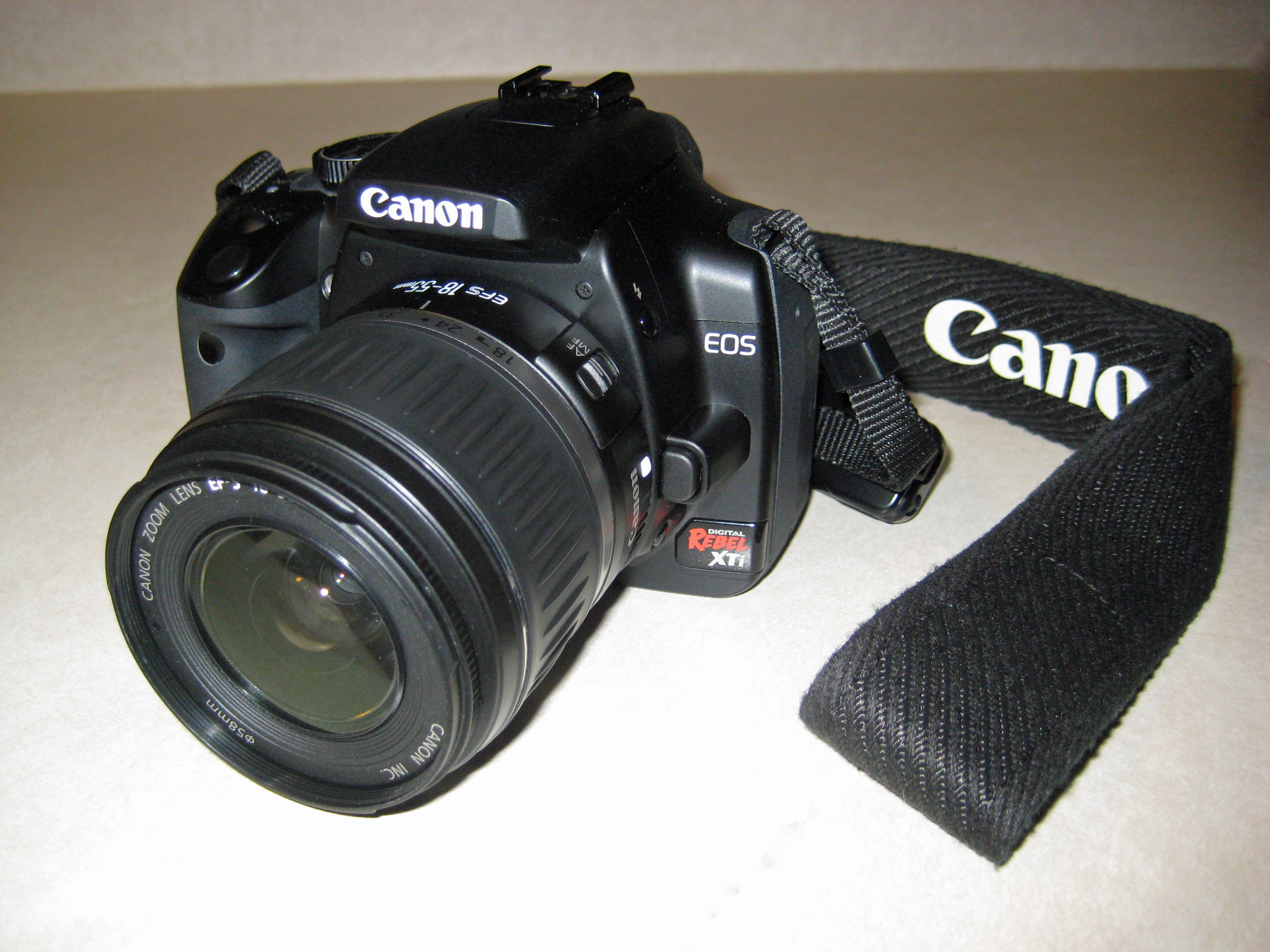
La Canon EOS 400D con el lente EF-S 18-55mm del kit.
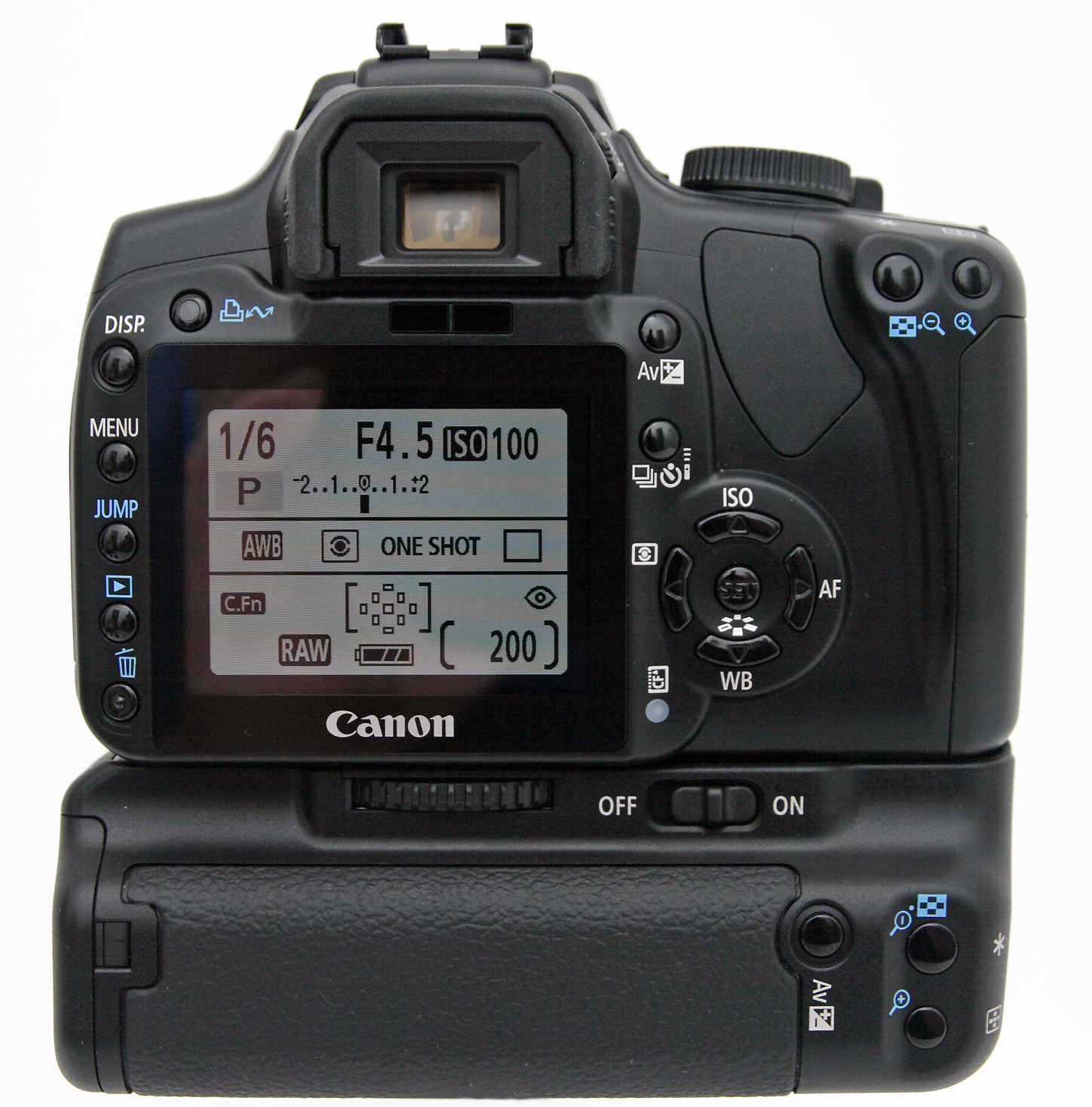
Vista posterior con grip (opcional) donde se ve el LCD de 2.5" usado tanto para los parámetros como el preview de la foto.
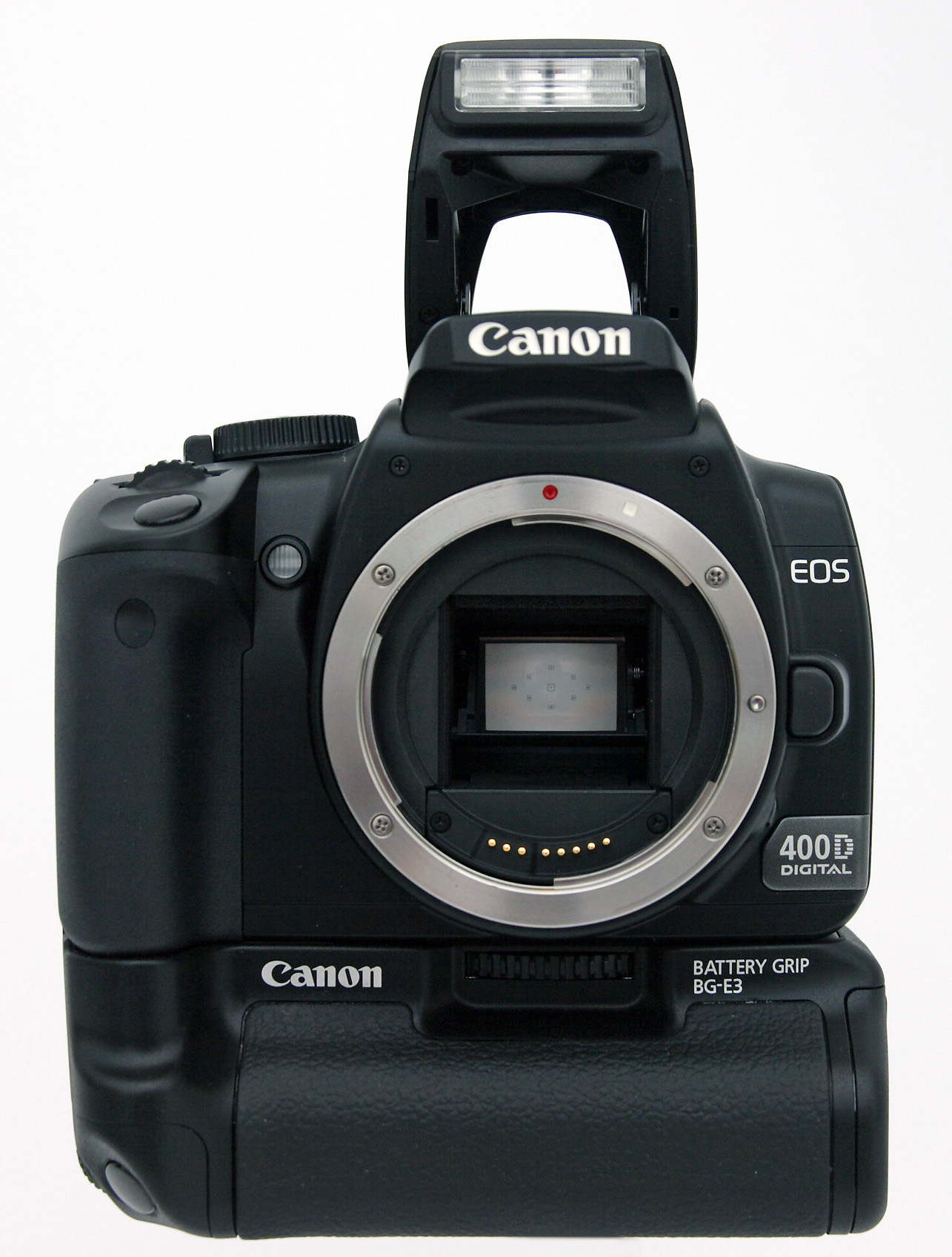
Vista frontal sin lente, con grip (opcional).